# Eois hyperythraria
Eois hyperythraria är en fjärilsart som beskrevs av Achille Guenée 1858. Eois hyperythraria ingår i släktet Eois och familjen mätare. Inga underarter finns listade i Catalogue of Life.